# Frainc-comtou
Franc-comtois (język comtoise) – dialekt, etnolekt romański z grupy langues d’oïl, według Ethnologue dialekt języka francuskiego. Ukształtowany w Hrabstwie Burgundii. Obecnie używany w północnej części regionu Franche-Comté (obecnie to formalnie część regionu administracyjnego Burgundia-Franche-Comté), w odróżnieniu od południowej części tego regionu – tam używany jest język arpitański (frankoprowansalski). Franc-comtois dzieli się na poddialekty, m.in. neuchâtelois, pontalissien, valserine. Według UNESCO franc-comtois jest poważnie zagrożony wymarciem.